# Жан Батист Жюльєн д'Омаліус д'Аллуа
Жан Батист Жюльєн д'Омаліус д'Аллуа (фр. Jean Baptiste Julien d'Omalius d'Halloy; 16 лютого 1783, Льєж — 15 січня 1875, Брюссель) — бельгійський геолог і державний діяч.

## Біографія
Походив зі стародавнього дворянського роду, отримав класичне (тобто гуманітарна) освіта, але під впливом робіт Бюффона захопився геологією. Чергував відвідування паризьких лекцій Фуркруа, Ласепед та Жоржа Кюв'є з самостійними геологічними дослідженнями в своїх рідних краях і в 1808 р. опублікував в Journal des Mines першу наукову статтю «Нарис геології Північної Франції» (фр. Essai sur la geologie du Nord de la France). В 1813 р. був відкликаний з військової служби для складання геологічної карти Франції, до 1817 р. завершив роботу, що лягла потім в основу детальніших досліджень Армана Дюфренуа та Елі де Бомона. У 1816 р. був обраний членом Брюссельської Академії наук.
Потім Омаліус д'Аллуа змушений був більшою мірою присвятити себе державній службі. В 1815 р. він був призначений губернатором Намюра і займав цю посаду аж до революції 1830 року. В 1848 р. він був обраний до Сенату Бельгії, в 1851 р. зайняв пост його віце-президента. В 1850 р. Омаліус д'Аллуа став президентом Брюссельської Академії наук. Разом з тим всі ці роки він не залишав власне наукової діяльності, опублікувавши, зокрема, «Геологічний опис Нідерландів» (фр. Description géologique des Pays Bas-; 1828), «Основи геології» (фр. Eléments de Géologie; 1831), «Вступ до геології» (фр. Introduction à la Géologie; 1833), «Побіжний погляд на геологію Бельгії»(фр. Coup d'oeil sur la géologie de la Belgique; 1842) і ряд інших робіт. У 1840-х рр. Омаліус д'Аллуа зацікавився також проблемами етнології та расової теорії і опублікував кілька творів на цю тему.

## Наукові заслуги
За результатами попередніх досліджень Омаліус д'Аллуа запропонував в 1822 р. виділити в історії Землі крейдовий період, що характеризується, з геологічної точки зору, переважанням крейдових порід.
У 1826 р. він вперше описав мінерал галуазит, названий його ім'ям.